# Ron Darling
Ronald Maurice Darling (Honolulu, Hawái, 19 de agosto de 1960), más conocido como Ron Darling, es un exjugador profesional estadounidense de béisbol que se desempeñó en la posición de lanzador en las Grandes Ligas de Béisbol (MLB). Logró obtener un Guante de Oro.

## Carrera
Darling jugó como profesional nueve temporadas en New York Mets (1983-1991), después pasó a Montreal Expos (1991), luego a Oakland Athletics, donde jugó cinco temporadas (1991-1995), y fue el equipo en el que se retiró.

## Premios
Fue galardonado con el Guante de Oro en una oportunidad (1989).